# Csányi Sándor (agrármérnök)
Csányi Sándor (Diósjenő, 1958. január 14. –) magyar agrármérnök, vadbiológus, egyetemi tanár. A vadon élő vadfajok populációbiológiáját, a vadászható vadfajok állományainak hasznosításával kapcsolatos területek nemzetközileg ismert kutatója és oktatója. 1983 óta a Szent István Egyetem munkatársa, 1991 óta először a Vadbiológiai Oktató és Kutató Állomás vezetője, majd a Vadbiológiai és Vadgazdálkodási Tanszék alapítója, 2007-től pedig a VadVilág Megőrzési Intézet igazgatója. 2008-tól 2011-ig a Szent István Egyetem Mezőgazdaság- és Környezettudományi Kar dékánja.

## Életpályája
1976-ban Aszódon érettségizett, majd 1977-ben felvették a Gödöllői Agrártudományi Egyetem (GATE, 2000-től Szent István Egyetem) Mezőgazdaság-tudományi Karára. Itt szerzett agrármérnöki diplomát 1983-ban. Ennek megszerzése után a Vadbiológiai Kutató Állomáson (ma VadVilág Megőrzési Intézet) kapott tudományos segédmunkatársi állást. Itt kezdte el az őzzel kapcsolatos populációbiológiai kutatásait és figyelme hamar a számítógépes modellezés és a vadgazdálkodási adatbázisok fejlesztésének irányába fordult. 1987-től tudományos munkatársi beosztásban dolgozott és rövid ideig a Vadbiológiai Osztály vezetője is volt. 1985-1988-ban az Gödöllői Agrártudományi Egyetemen aspiráns volt. A mezőgazdaság-tudomány kandidátusa fokozatot 1994-ben szerezte meg. Az időközben létrejött Vadbiológiai Oktató és Kutató Állomás vezetője 1991-ben lett, majd 1994-től alapító tanszékvezetője volt a Vadbiológiai és Vadgazdálkodási Tanszéknek. A tanszék 2007 óta a Szent István Egyetem VadVilág Megőrzési Intézeteként működik, melynek igazgatója. 2000-ben vette át egyetemi tanári kinevezését. 2008-ban a Szegedi Tudományegyetem Mezőgazdasági Karán (Hódmezővásárhely) kapott magántanári megbízást. 1998 és 2001 között Széchenyi professzori ösztöndíjjal kutatott.
Alapításától megszüntetéséig tagja a Földművelésügyi és Vidékfejlesztési Minisztérium (FVM) által működtetett Országos Vadgazdálkodás Tanácsnak. Tagja a Vadbiológusok Nemzetközi Uniójának (IUGB), a Vadvilág Társaságnak (The Wildlife Society, TWS), a Nemzetközi Vadvédelmi Tanácsnak (CIC). A Wildlife Biology in Practice és a Hungarian Agricultural Research tudományos szakfolyóiratok szerkesztőbizottságának tagja. Az Vadbiológia című szakmai évkönyvet 1994 óta szerkeszti.

## Munkássága
Munkássága mind oktatási, mind szaktudományos tekintetben jelentős. Oktatóként úttörő szerepet töltött be a vadbiológia és a vadgazdálkodás oktatásának magyarországi fejlesztésében, illetve ezen a szakterületen a tudományos utánpótlás nevelésében (eddig 4 hallgatója szerzett PhD fokozatot, és egy Pro Scientia aranyérmes hallgatója volt). Nevéhez fűződik a vadgazda mérnöki szak főiskolai, majd a vadgazda mérnöki alapképzési szakon (BSc) és vadgazda mérnöki mesterképzési szakon (MSc) való megindítása a Szent István Egyetemen. Számos új tárgyat, illetve egyetemi kurzust vezetett be (többek között a vadbiológia, a populációbiológia, az állományhasznosítás és vadgazdálkodási tervezés). Az első magyar nyelvű Vadbiológia tankönyv szerzője.
Az általa, illetve az irányításával végzett munka eredményeként született, kiemelkedő hatású szakmaspecifikus alkotások a következők:
- A vad védelméről, a vadgazdálkodásról és a vadászatról szóló 1996. évi LV. törvény által bevezetett vadgazdálkodási tájak és körzetek kijelölése.
- Az ugyanezen törvénnyel elrendelt vadgazdálkodási tervezési rendszer (vadgazdálkodási körzettervek és vadgazdálkodási üzemtervek) koncepciójának és tartalmának kidolgozása, a mintatervek elkészítése.
- Az Országos Vadgazdálkodási Adattár létrehozása (koncepció és megvalósítás).

Közel négyszáz zömében tudományos publikáció szerzője vagy társszerzője. Számos konferencia előadója és cikkszerzője. Munkáit magyar és angol nyelven adja közre.

## Díjai, elismerései
- 1996: A földművelésügyi miniszter “Magyar vadgazdálkodásért és vadászati kultúráért” elnevezésű díjának kitüntetettje
- 1996: A Vadászati Kulturális Egyesület Szent Hubertus-keresztjének (arany fokozat) kitüntetettje a tudományos népszerűsítő tevékenység elismeréseként.
- 1999: A MAVAD Vad- és Természetvédelmi Alapítványának emlékplakettje a vadgazdálkodásért kifejtett munka elismeréseként.
- 2001: Az Országos Magyar Vadászati Védegylet “Nimród Emlékérmének” kitüntetettje
- 2004: A Földművelésügyi és Vidékfejlesztési Miniszter “Pro Silva Hungariae” díjának kitüntetettje.
- 2006: Nemzeti Vadászrend kitüntetettje
- 2007: Doby Géza-díj, a SZIE Mezőgazdaság- és Környezettudományi Kar díja
- 2007: A Magyar Köztársasági Érdemrend tisztikeresztje
- 2009: FAO World Food Day Medal

## Főbb publikációi
Főbb angol nyelvű publikációk (társszerzőként)
- Csányi, S. (1991): Red deer population dynamics in Hungary: Management statistics versus modeling. 37-42. oldal in: Brown, R. D. (szerk.) The Biology of Deer. Springer Verlag, New York
- Csányi, S. (1993): A basis for sustainable wise use of game in Hungary: defining management regions. Landscape and Urban Planning, 27: 199-205
- Csányi, S. (1994): Moving toward coordinated management of timber and other resource uses in Hungarian forests. Forestry Chronicle, 70: 555-561
- Csányi, S. (1997): Challenges of wildlife management in a transforming society: examples from Hungary. Wildlife Society Bulletin, 25: 33-37
- Csányi, S. (1999): Regional game management system in Hungary. Gibier Faune Sauvage, 15: 929-936
- Csányi, S. és Lehoczki, R. (2010): Ungulates and their management in Hungary. 291-318. oldal in: Apollonio, M., Andersen, R. és Putman, R. (szerk.) Ungulate management in Europe in the XXI century. Cambridge University Press, Cambridge
- Csányi, S., Lehoczki, R. és Sonkoly, K. (2010): National Game Management Database of Hungary. International Journal of Information Systems and Social Change, 1: 34-43
- Bao, W., Solt, S., Lehoczki, R. és Csányi, S. (2005): Grouping behavior of field roe deer Capreolus capreolus population in Hungary. Acta Zoologica Sinica, 51: 156-160
- Burbaite, L. és Csányi, S. (2009): Roe deer population and harvest changes in Europe. Estonian Journal of Ecology, 58: 169-180
- Farkas, D. és Csányi, S. (1990): Current problems of the roe deer (Capreolus capreolus) management in Hungary. Folia Zoologica (Brno), 38: 37-46
- Kessler, W. B., Csányi, S. és Field, R. (1998): International trends in university education for wildlife conservation and management. Wildlife Society Bulletin, 26: 927-936
- Lehoczki, R., Erdélyi, K., Sonkoly, K., Szemethy, L. és Csányi, S. (2010): Iodine distribution in the environment as a limiting factor for roe deer antler development. Biological Trace Element Research, accepted
- Milner, J. M., Bonenfant, C., Mysterud, A., Gaillard, J.-M., Csányi, S. és Stenseth, N. C. (2006): Temporal and spatial development of red deer harvesting in Europe: biological and cultural factors. Journal of Applied Ecology, 43: 721-734

Főbb magyar nyelvű publikációk
- Könyvek és tananyagok(szerző és szerkesztő)
  - Csányi, S. (1987): Vadállományok dinamikája és hasznosítása. Jegyzet vadgazdálkodási szakmérnökök részére. GATE Állattani és Vadbiológiai Intézet, Gödöllő. 152pp.
  - Csányi, S. (2003): Vadbiológia és ökológia. Egyetemi jegyzet. Szent István Egyetem, Vadbiológiai és Vadgazdálkodási Tanszék, Gödöllő. 78pp. (1. kiadás)
- Csányi, S. (2005): A vadgazdálkodás és a vadászat az Európai Unióban. Országos Vadgazdálkodási Adattár, SZIE Vadbiológiai és Vadgazdálkodási Tanszék, Gödöllő, Gödöllő. 18pp.
  - Csányi, S. (2007): Vadbiológia. Mezőgazda Kiadó, Budapest. 135pp.
  - Csányi, S. és Heltai, M. (szerk.) (2010): Vadbiológiai olvasókönyv. Szemelvények a vadbiológia új eredményeiről a Vadvilág Megőrzési intézet munkatársainak ismeretterjesztő cikkei alapján. Mezőgazda Kiadó, Budapest, 183pp.
  - Csányi, S., Köller, J. és Zoltán, A. (2010): Európa vadvilág öröksége - Wildlife heritage of Europe. Nimród Vadászújság, Budapest. 120pp.
  - Csányi, S. és Szabó, Z. (2005): Trófeabírálat. Egyetemi jegyzet. Szent István Egyetem, Vadgazda Mérnöki Szak, Vadbiológiai és Vadgazdálkodási Tanszék, Gödöllő. 38pp. (5. kiadás)
  - Csányi, S. és Szemethy, L. (szerk.) (2000): Ragadozók: Az ökológiai szerep és a vadgazdálkodási hatás ellentmondásai. A Vadgazdálkodás Időszerű Tudományos Kérdései. 1. Szent István Egyetem, Vadbiológiai és Vadgazdálkodási Tanszék, Gödöllő, 99pp.
- Könyvfejezetek
  - Csányi, S. (1995): Populációdinamika és állományhasznosítás. 255-318. oldal in: Kőhalmy, T. (szerk.) Vadászati enciklopédia. Mezőgazda Kiadó, Budapest (2. változatlan utánnyomás, 2000)
  - Csányi, S. (1995): Ökológiai alapfogalmak vadbiológiai példákkal. 211-244, 253-254. oldal in: Kőhalmy, T. (szerk.) Vadászati enciklopédia. Mezőgazda Kiadó, Budapest (2. változatlan utánnyomás, 2000)
  - Csányi, S. (2000): Az ökológia alapjai vadászoknak. 17-49. oldal in: Heltay, I. (szerk.) Vadásziskola. Hubertus Kft., Budapest (2. átdolgozott kiadás)
  - Csányi, S. (2006): Az államigazgatási feladatokkal kapcsolatos jogi fogalmak. 200-209. oldal in: Heltay, I. és Kabai, P. (szerk.) Hivatásos vadászok kézikönyve. I. Országos Magyar Vadászkamara, Budapest
  - Csányi, S. (2006): Vadgazdálkodási és vadászati vonatkozású nemzetközi természetvédelmi egyezmények. 312-329. oldal in: Heltay, I. és Kabai, P. (szerk.) Hivatásos vadászok kézikönyve. I. Országos Magyar Vadászkamara, Budapest
  - Csányi, S. (2006): Vadgazdálkodási módszerek. 236-287. oldal in: Heltay, I. és Kabai, P. (szerk.) Hivatásos vadászok kézikönyve. II. Országos Magyar Vadászkamara, Budapest
  - Csányi, S., Lehoczki, R. és Sonkoly, K. (2006): Magyarország vadgazdálkodása. 210-257. oldal in: Heltay, I. és Kabai, P. (szerk.) Hivatásos vadászok kézikönyve. I. Országos Magyar Vadászkamara, Budapest